# (5640) Yoshino
(5640) Yoshino est un astéroïde de la ceinture principale.

## Description
(5640) Yoshino est un astéroïde de la ceinture principale. Il fut découvert le 21 octobre 1989 à Kagoshima par Masaru Mukai et Masanori Takeishi. Il présente une orbite caractérisée par un demi-grand axe de 2,65 UA, une excentricité de 0,25 et une inclinaison de 3,1° par rapport à l'écliptique.

## Compléments